# Primera batalla de Locri
La primera batalla de Locri fue un enfrentamiento militar entre Cartago y la República romana en el año 208 a. C. durante el transcurso de la segunda guerra púnica.

## Introducción
Durante la campaña de 209 a. C., los romanos habían logrado todos sus objetivos estratégicos de expulsar a los cartagineses del Salentino y recuperar la ciudad de Tarento, así como  de acabar con la rebelión de los últimos pueblos hirpinos y del norte de Apulia en manos púnicas. Tan solo habían fracasado en sus intentos de avance desde Reggio. La acción contra Caulonia, si bien fue decisiva en el éxito del ataque a Tarento, no consiguió la toma de la localidad y supuso la pérdida de un contingente de 8000 hombres. Durante 211 a. C. los romanos recuperaron en esta área el control de la localidad de Tisia pero a comienzos de 210 a. C. Aníbal reconquistó la misma por lo que Reggio seguía siendo su único enclave en la zona. Tras la pérdida de Tarento, el puerto más importante en manos cartaginesas en la Magna Grecia era el de la ciudad de Locri.

## Acontecimientos previos
Para la nueva campaña de 208 a. C. resultaron elegidos cónsules Marco Claudio Marcelo y  Tito Quincio Crispino. Debido a que tuvo que cumplir preceptos religiosos relacionados con la construcción de dos templos, unido a los problemas surgidos en Etruria que requirieron de su presencia allí, Marcelo demoró su partida al frente más que su colega de consulado Crispino. Crispino había sido legado de Marcelo en el asedio de Siracusa y en 209 a. C. había ocupado el puesto de pretor en Campania. 
Para operar contra Aníbal este año había tres ejércitos en el sur de Italia. El que había tenido Fabio Máximo en el Salentino, el de Marcelo en Venusia y el de Quinto Fulvio Flaco en Lucania. Crispino, ya investido como cónsul, para esta campaña tomó el mando de este último, el ejército consular de Fulvio Flaco. Este ejército había conseguido recuperar el control de los Hirpinos, el interior de Lucania y la región de Volcei lindera con Campania, pero todo indica que no hubo lucha y fue su presencia y el ofrecimiento de un perdón lo que llevó a este éxito. Pese a que no debió padecer bajas en combate, Crispino llevó refuerzos para su nuevo ejército, lo que indica que posiblemente en ese año 208 a. C. se produjo un incremento del número de  efectivos de los ejércitos consulares.

## Operaciones en Locri
Crispino, emulando a Fabio Máximo, se propuso la toma de la ciudad de Locri como meta de su consulado, y comenzó las gestiones encaminadas a lograrlo. Hizo traer máquinas de artillería y de asedio de Sicilia, así como naves artilladas para atacar la fachada marítima de la ciudad.
Sin embargo, Aníbal, con la lección aprendida del año anterior, procedió a acercarse hasta el cabo Lacinio, distante unos 145 km de Locri. En esta posición era capaz de tener a unos cinco días de marcha forzada las posiciones más alejadas de sus dominios lo que minimizaba el tiempo de reacción y permitía conocer todos los movimientos enemigos de manera más rápida, antes de tomar una decisión de donde acudir.
Conocido este hecho por Crispino, así como el inicio de operaciones por su colega consular Marcelo, decidió abandonar el área de Locri y unirse a él en Apulia, acampando a escasas tres millas en una zona situada entre Venusia y Bantia. Este movimiento de Crispino provocó que Aníbal abandonase el Brucio y se dirigiese hacia donde estaban ambos cónsules.

## Acontecimientos posteriores
La campaña de ese año continuó con escaramuzas en Apulia entre los dos ejércitos consulares y Aníbal, pero este último, conocedor de la debilidad que a esta altura de la guerra poseía su ejército, no aceptaba combatir contra ambos al mismo tiempo por lo que buscaba permanentemente la emboscada para obtener una ventaja. El no querer afrontar una batalla campal llevó a los cónsules a retomar la idea de atacar Locri, pero con contingentes diferentes a los suyos. Fue llamado Lucio Cincio Alimento, pretor en Sicilia, para que con su flota volviese a atacar la localidad mientras una parte del ejército presente en el Salentino se desplazaba a través del Brucio para ponerle sitio por tierra. Conocido este último movimiento por Aníbal, organizó una emboscada en Petelia con un contingente de caballería e infantería que logró causar fuertes bajas a los romanos y hacerles retroceder a Tarento.
Tras esto prosiguió sus operaciones en Apulia donde en una exitosa emboscada en Venusia logró dar muerte a Marcelo y herir mortalmente a Crispino quienes realizaban una salida de reconocimiento en los alrededores de su campamento. Aprovechando el parón que la pérdida de los cónsules supuso en el bando romano, intentó mediante un ardid tomar Salapia fracasando en el intento, tras lo cual acudió al Brucio enfrentándose junto al jefe de la guarnición Magón, al pretor romano en Sicilia, Lucio Cincio Alimento, en una batalla por Locri, que de nuevo puso en fuga a los romanos.